# Lincoln Creek Snowshoe Cabin
Modèle:Vir homonymes
La Lincoln Creek Snowshoe Cabin est une cabane en rondins dans le comté de Flathead, dans le Montana, aux États-Unis. Protégée au sein du parc national de Glacier, elle a été construite dans le style rustique du National Park Service en septembre 1931. Elle est inscrite au Registre national des lieux historiques depuis le 2 février 2001.